# Il figlio della Pantera Rosa
Il figlio della Pantera Rosa (Son of the Pink Panther) è un film del 1993 diretto da Blake Edwards, ultimo capitolo della saga originale della Pantera Rosa. Il film vede Roberto Benigni nel ruolo del figlio illegittimo del noto ispettore capo Jacques Clouseau. Appaiono inoltre gli attori Herbert Lom (alla sua ultima interpretazione cinematografica), Burt Kwouk, Graham Stark e la star del film originale del 1963, Claudia Cardinale. Fu l'ultimo film al quale collaborarono Blake Edwards e il compositore Henry Mancini, Edwards si ritirò come regista, mentre Mancini morì l'anno successivo.

## Trama
La bellissima principessa Yasmin del Lugash viene rapita nelle acque territoriali francesi al largo della costa di Nizza da terroristi guidati da un mercenario di nome Hans per costringere suo padre ad abdicare e consentire all'amante della sua matrigna disgraziata, un generale militare con legami terroristici con un regno vicino ostile, di rivendicare il trono. Il commissario di polizia Dreyfus ha il compito di risolvere il caso della principessa rapita. Mentre indaga sulla sua scomparsa nel sud della Francia, ha uno scontro con i rapitori e un gendarme locale, di nome Jacques Gambrelli. Gambrelli apre il bagagliaio del furgone del rapitore e inconsapevolmente spia la principessa che crede sia la sorella dell'autista in viaggio verso l'ospedale.
Hans si rende conto che Gambrelli ha visto la principessa nel retro del suo furgone e manda i suoi scagnozzi a uccidere Gambrelli come precauzione di routine. Dreyfus segue Gambrelli all'ospedale dove osserva le buffonate del maldestro Gambrelli con l'inciampare e la sua bicicletta bloccata in un marciapiede di cemento bagnato fuori dall'ospedale. Quando gli scagnozzi di Hans arrivano e inseguono Gambrelli in bicicletta, Dreyfus interviene e salva il goffo poliziotto. Quindi porta Gambrelli a casa sua dove vive con sua madre Maria che Dreyfus riconosce come sospettata in un caso di omicidio 30 anni fa. Durante l'incontro casuale con Maria, Dreyfus apprende da lei che Gambrelli è in realtà il figlio illegittimo del defunto ispettore Jacques Clouseau. Quando gli uomini di Hans tentano di piazzare una bomba sotto casa Gambrelli, la portano invece a Dreyfus che viene ferito e mandato in ospedale. Mentre Maria decide di stare accanto a Dreyfus ferito all'ospedale per vederlo guarire, entrambi gli rivelano le origini di Gambrelli come unico figlio conosciuto del defunto ispettore Clouseau. Gambrelli decide finalmente di partire per salvare la principessa Yasmin e dimostrare di essere il vero erede ed ottenere l'eredità di suo padre. Gambrelli riconosce uno degli scagnozzi di Hans in ospedale mentre questi sta cercando un medico per Hans che è rimasto ferito dopo che Yasmin aveva tentato di fuggire. Impersonando un medico, Gambrelli ottiene l'accesso al nascondiglio di Hans e maldestri tentativi di curarlo, rendono chiara ad Hans la vera identità di Gambrelli che lo fa rinchiudere insieme alla principessa.
Hans decide di spostare la residenza fuori dalla Francia nel Lugash, e manda i suoi uomini a uccidere Gambrelli mettendolo in un furgone e facendolo rotolare lungo una ripida strada giù da una scogliera, ma Gambrelli viene sbalzato fuori dal furgone. In cerca di aiuto, Gambrelli si reca a Parigi per cercare i vecchi amici di Clouseau e presto incontra l'ex servitore di suo padre Cato Fong che lo indirizza dal professor Auguste Palles, ex costumista dell'ispettore Clouseau, per aiutarli a trovare nuovi travestimenti per loro stessi per recarsi nel Lugash a salvare la principessa Yasmin. Gambrelli e Cato volano nel Lugash dove incontrano un agente del governo in un ristorante locale che gli indica la posizione del nuovo nascondiglio di Hans.
Pur essendo seguito dall'esercito del Lugash, Gambrelli si avventura in un castello situato fuori dalla capitale del Lugash dove in uno scontro a fuoco, Gambrelli ottiene l'accesso al castello con l'assistenza dell'esercito e dopo aver sconfitto Hans e i suoi scagnozzi, con un po' d'aiuto di Cato, salva la principessa Yasmin.
Dopo essere tornato in Francia, Gambrelli viene promosso detective e si trasferisce alla polizia metropolitana di Parigi come ispettore di polizia a pieno titolo. Partecipa al matrimonio di Maria e Dreyfus che si sono fidanzati durante il tempo trascorso insieme mentre Dreyfus era ricoverato in ospedale. Durante il ricevimento, Dreyfus resta scioccato quando compare la sorella gemella di Gambrelli, Jacqueline Gambrelli, che si rivela essere goffa ed ottusa come suo fratello.
La scena finale vede l'ispettore Gambrelli partecipare a una cerimonia nel Lugash alla presenza del re Haroak e della principessa Yasmin che gli conferiscono una medaglia speciale per il salvataggio della principessa a cui partecipano Maria, Dreyfus, Cato, il prof. Palles e Jacqueline Gambrelli.

## Produzione
Questo fu il primo film della serie della Pantera Rosa realizzato dopo un decennio, oltre che il secondo di due tentativi senza successo di continuare il franchise dopo la morte di Peter Sellers, il primo storico interprete dell'ispettore Clouseau. Pensato come un rilancio della serie originale, il piano iniziale era quello di continuare con Roberto Benigni ciò che era stato lasciato con Sellers. Il figlio della Pantera Rosa fu un fallimento sia di critica che di botteghino, dimostrando ancora una volta come l'eredità lasciata da Sellers fosse troppo grande. Benigni non fu la prima scelta per il ruolo di protagonista. Kevin Kline, Rowan Atkinson, Gérard Depardieu e Tim Curry vennero tutti considerati prima che Benigni ottenesse la parte. Henry Mancini compare in un cameo durante i titoli di testa del film, quando consegna la sua bacchetta alla Pantera Rosa.
Il budget di 28 milioni di dollari del film venne diviso tra la MGM e la Filmauro di Aurelio De Laurentiis. Le riprese partirono l'8 giugno 1992 e si conclusero il 12 ottobre dello stesso anno, e vennero effettuate ai Pinewood Studios e nella contea di Jordan. La sequenza animata con la Pantera Rosa che apre il film, realizzata dalla Desert Music Pictures, costò una somma stimata di 1 milione di dollari. Alla fine l'incasso del film non riuscì a coprire le spese di realizzazione, venendo dunque considerato un fallimento finanziario, nonostante il produttore Adams avesse in mente una serie di seguiti con protagonista Benigni.

## Distribuzione

### Sale cinematografiche
Il film è uscito il 27 agosto 1993 nelle sale statunitensi, in Italia il 17 dicembre dello stesso anno.

### Home video
In Italia la pellicola è stata distribuita unicamente su videocassetta della MGM/UA Home Video curata dalla Warner Home Video e DVD della Filmauro Home Video. Il Blu-ray della versione in alta definizione, tuttora, non esiste. Soltanto il primo capitolo della saga, La Pantera Rosa (1963) è stato distribuito in formato Blu-ray per il mercato italiano.
Il DVD italiano presenta delle differenze rispetto all'edizione americana: alcune sequenze sono più lunghe e varie riprese sono montate con angolazioni diverse da quelle utilizzate nella versione internazionale. 

## Accoglienza
Il film ottenne scarsi risultati di botteghino e pessime recensioni dai critici, questi ultimi convinti che la serie della Pantera Rosa avesse ormai fatto il suo tempo. Solo in Italia fu un successo grazie a Benigni, su 24 milioni di dollari incassati nel mondo ben 18 provenivano dall'Italia, per fare un confronto in Nord America, Stati Uniti e Canada, il film incassò solo 2,4 milioni. Il film doveva inoltre rappresentare la consacrazione di Roberto Benigni a livello internazionale, invece costò all'attore una nomination ai Razzie Awards come peggior esordiente del 1993.

## Reboot
Questo fu l'ultimo film della saga de La Pantera Rosa a venire diretto da Blake Edwards, è inoltre l'ultimo film in assoluto della sua carriera registica. La saga venne ripresa nel 2006 con un reboot che ottenne maggiori successi al botteghino, La Pantera Rosa, con Steve Martin nel ruolo dell'ispettore Clouseau. Di questo film venne realizzato un seguito nel 2009, La Pantera Rosa 2, sempre con Steve Martin nei panni di Clouseau.